# Торнгат
Торнгат (англ. Torngat Mountains) — гірський хребет на північному заході півострова Лабрадор в Канаді. Це найпівденніша частина Арктичних Кордильєр. Гори утворюють півострів Торнгат, який відділяє затоку Унгава від Атлантичного океану.

## Етимологія
Назва Торнгат походить з мови інуктитут, в якій це слово означає "місце, населене духами" або "місце духів". Іноді це слово перекладають як "місце злих духів".

## Географія
Гори Торнгат охоплюють 30 067 км², включно з навколишніми низинами, і простягаються більш ніж на 300 км від миса Чідлі на півночі до фіорда Хеброн на півдні. Більша частина хребта проходить вздовж кордону між Квебеком, на який припадає 56 % площі гір, та Лабрадором, на який припадає 44 % площі гір. Менше 1 % площі гір припадає на острів Кіллінік, який входить до території Нунавут, а майже 2 % гірського хребта знаходяться під водою і погано досліджені.
Гори Торнгат є найвищими у східній частині континентальної Канади. Висота найвищої гори Торнгату становить 1652 м. У Квебеку ця гора відома як Мон-д'Ібервіль, а в Ньюфаундленді і Лабрадорі — як гора Каубвік.
На західних (квебекських) схилах Торнгату поширена суцільна багаторічна мерзлота, а на східних (атлантичних) схилах вона займає великі площі, однак поширена нерівномірно. В горах беруть початок річки Корок, Андре-Греньє та Аллювіак, які течуть на захід і впадають у затоку Унгава.
| Rank | Name                | м     |
| ---- | ------------------- | ----- |
| 1    | Гора Мон-д'Ібервіль | 1652  |
| 2    | Гора Торнгароак     | 1595  |
| 3    | Гора Цирк           | 1568  |
| 4    | Пік 5100 (24I/16)   | 1554+ |
| 5    | Пік 5074            | 1547  |
| 6    | Гора Ерхарт         | 1539  |
| 7    | Гора Єнс-Хавен      | 1531  |
| 8    | Пік 5000 (24P/01)   | 1524+ |
| 9    | Пік 5000 (24I/16)   | 1524+ |
| 10   | Гора Іннуїт         | 1509  |

## Геологія

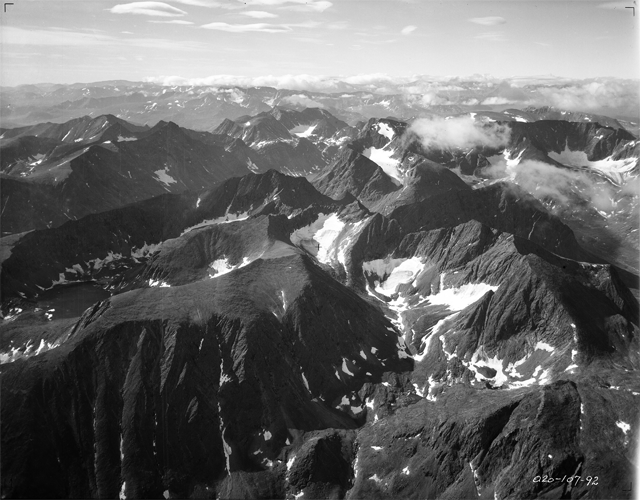
Аерофотознімок району Чотирьох піків в горах Торнгат

Основу Торнгату складають архейські граніти та гнейси, які є одними з найдавніших на Землі. Їх вік оцінюється приблизно в 3,6-3,9 мільярди років. З геологічної точки зору гори Торнгат є частиною Канадського щита, який складає основу давньої Канадської платформи. Вона відкололася від континенту Родинія приблизно 750 мільйонів років тому і утворила геологічне ядро Північної Америки.
Однак горотворення (орогенез) Торнгату відбулося набагато пізніше. Воно припало на часи Іннуїтської складчастості, серії геологічних подій, які призвели до формування Арктичних Кордильєр. Таким чином, геологія Торнгату відрізняється від геології Лаврентійської височини, хоча вона також складається з порід Канадського щита. Формування складчастих гір Торнгат можна побачити, вивчаючи його скелі. Вони показують, як Північно-Американський кратон зіштовхнувся з кратоном Нейн. Особливо чітко геологічна історія Торнгату прослідковується там, де льодовик колись оголив його давні породи, зокрема в районі фіорда Саглек.

## Льодовики
Гірські хребти Торнгату порізані глибокими фіордами та троговими озерами, оточеними стрімкими скелями. Фіорди виникли в результаті зледеніння. Більшу частину гір Торнгат принаймні раз вкривав Лаврентійський льодовиковий щит, однак під час останнього льодовикового періоду льодовиковий покрив був більш обмеженим.
Наразі в горах Торнгат є понад 100 невеликих гірських льодовиків, а загалом в регіоні є близько 195 льодовикових масивів.

## Екологія
Гори Торнгат виділяють у окремий неарктичний екорегіон тундри — "Тундру гір Торнгат".

### Флора
Гірська тундра Торнгату характеризується рідкісним рослинним покривом, основу якого складають лишайники, мохи, осоки і трави. На захищенних від відтрів південних схилах зустрічаються арктичні вічнозелені та листяні чагарники, кількість яких збільшується в міру просування на південь. Дерева в горах Торнгат відсутні.

### Фауна
В тундрі Торнгату кочують стада карибу (Rangifer tarandus) і зустрічаються білі ведмеді (Ursus maritimus). Тут живе єдина у світі популяція тундрових барибалів (Ursus americanus). Крім того, атлантичне узбережжя регіону лежить уздовж Атлантичного пролітного шляху, через який щороку мігрують перелітні птахи.

## Збереження
1 грудня 2005 року було оголошено про заснування Національного парку гір Торнгат. Його діяльність спрямована на захист дикої природи регіону (зокрема карибу, білих ведмедів, сапсанів та беркутів), водночас він пропонує рекреаційну діяльність, орієнтовану на відпочинок у дикій природі. У травні 2009 року в Квебеку було оголошено про створення Національного парка Куурурюак.

## У масовій культурі
Гори Торнгат фігурували у телепрограмі «Geologic Journey» від каналу CBC TV. Під час зйомок серії в горах Торнгат на узбережжі Ньюфаундленду було виявлено вугільний пласт віком мільярд років (на основі водоростей, а не торфу).
У 2009 році Дрю Погге опублікував в журналі «Backcountry Magazine» статтю, присвячену розвитку гірськолижного спорту в горах Торнгат, зокрема про перші спуски у фіордах Начвак і Саглек, а також про спуск з гори Каубвік.